# Xã Nashville, Quận Washington, Illinois
Xã Nashville (tiếng Anh: Nashville Township) là một xã thuộc quận Washington, tiểu bang Illinois, Hoa Kỳ. Năm 2010, dân số của xã này là 3.676 người.